# Tomislav Panenić
Tomislav Panenić, né le 12 mars 1973 à Nürtingen, est un homme politique croate membre du Pont des listes indépendantes (MOST).
Il est ministre de l'Économie de Croatie entre le 22 janvier et le 19 octobre 2016.